# 봉랍

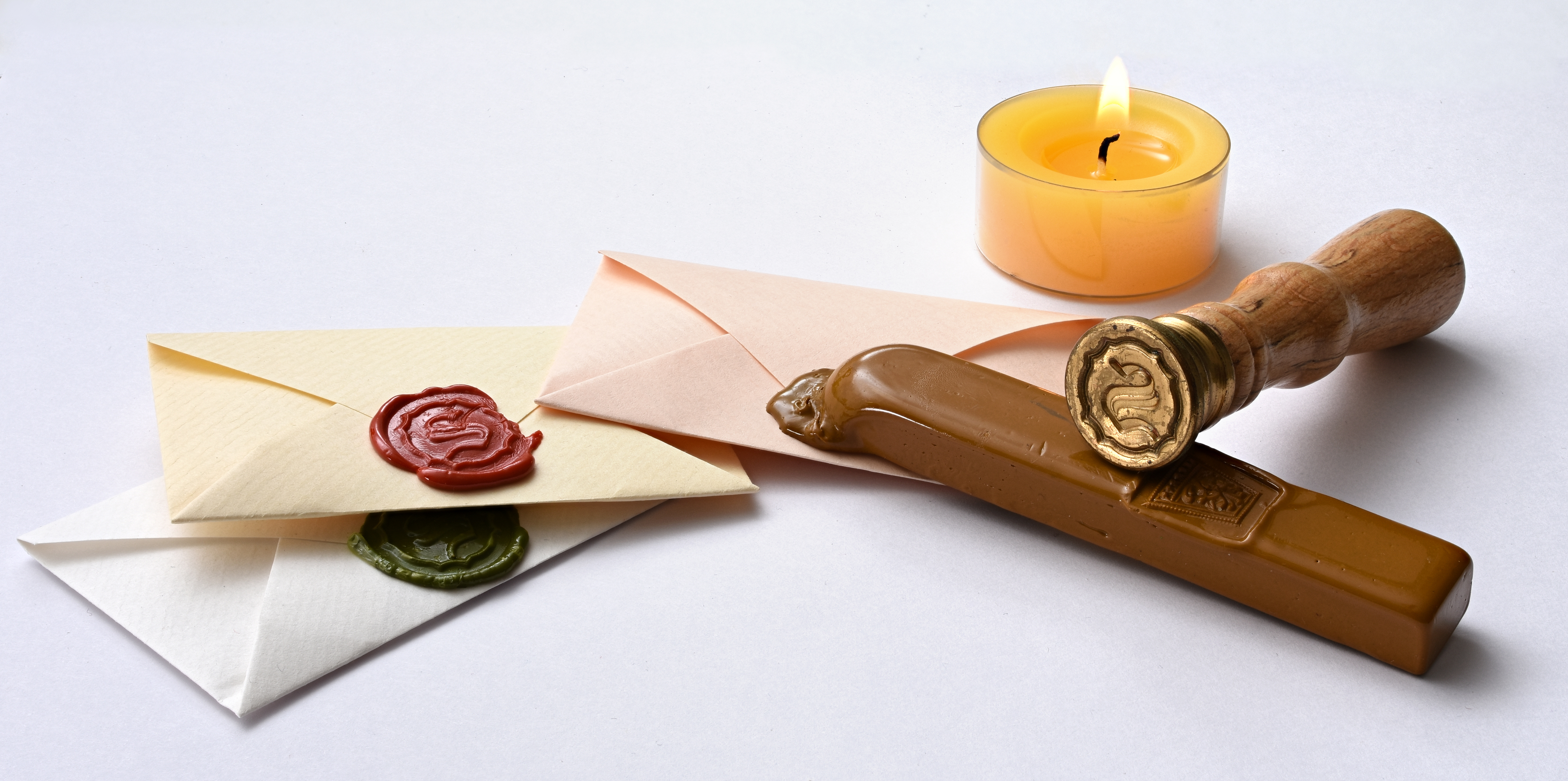

봉랍(Sealing Wax, 封蠟)은 편지, 포장지, 병 등을 봉하여 붙이는 데 쓰는 수지질의 혼합물이다. 송진, 셸락, 테레빈, 산화마그네슘, 초크, 석고 등으로 만들며, 고무풀이 나오기 전까지 많이 사용하였다.

## 같이 보기
- 교황 칙서

## 참고 문헌
- 이 문서에는 다음커뮤니케이션(현 카카오)에서 GFDL 또는 CC-SA 라이선스로 배포한 글로벌 세계대백과사전의 내용을 기초로 작성된 글이 포함되어 있습니다.